# Marktheidenfeld
Marktheidenfeld è un comune urbano tedesco di 10 894 abitanti, situato nel circondario del Meno-Spessart nel distretto della Bassa Franconia nel land della Baviera.